# Boubakary Diarra
Boubakary Diarra (sinh ngày 30 tháng 8 năm 1993) là một cầu thủ bóng đá người Mali gốc Pháp thi đấu cho Sporting Covilhã. Anh cũng mang quốc tịch Pháp.

## Sự nghiệp câu lạc bộ
Anh ra mắt chuyên nghiệp tại Giải bóng đá hạng nhất quốc gia Bồ Đào Nha cho Sporting Covilhã vào ngày 8 tháng 8 năm 2016 trong trận đấu trước Desportivo das Aves.

## Quốc tế
Anh đại diện Mali tại Giải vô địch bóng đá U-20 châu Phi 2013.

## Cá nhân
Anh là em họ của Lassana Diarra.